# 素万那普
素攀地（羅馬化：Sovannaphoum，羅馬化：Suvarṇabhūmi，羅馬化：suwannabhuumi，羅馬化：sùwannápuum），意譯金地（金色的土地），现代译爲素万那普、蘇萬那普、蘇汪納蓬、蘇凡納布、苏伐那蒲米；根據《善见律毗婆沙》、《島史》和《大史》等古文獻記載，阿育王在公元前228年左右派遣過兩位僧侶——须那（Sona，或苏那迦）和郁多羅（Uttara，或譯郁陀羅），到素萬那普地區弘揚佛法，是佛教在東南亞的濫觴之地。
由于缺乏確切的書面記載，史學上對于其疆域、年代、甚至存在與否尚有諸多爭議。緬甸學者和西方學者一般認為它在緬甸的直通（現法城），泰國則主張它位於泰國佛統。
1350至1767年間，泰國的首都大城（Ayutthaya）被稱作素攀地王國。至今泰國留有素攀武里 (素攀府) 的地名，曼谷還有蘇凡納布國際機場。